# Martwa fala (film)
Martwa fala – polski film psychologiczny z 1970 roku, w reżyserii Stanisława Lenartowicza.
Premiera odbyła się w podwójnym pokazie z dokumentem Pasje Jana Matejki WFO z 1969 roku.

## Opis fabuły
Akcja filmu rozgrywa się na morzu, podczas rejsu statkiem. Głównym aspektem dzieła jest konflikt pomiędzy Markiem, świeżo upieczonym absolwentem szkoły morskiej, a kapitanem – surowym, ale mimo wszystko sprawiedliwym człowiekiem. Trudna szkoła życia, którą przejdzie ów absolwent, przekona go do osoby kapitana, a ten oświadczy, że chłopak zdał swój prawdziwy, życiowy marynarski egzamin.

## Obsada aktorska
- Henryk Bąk jako kapitan "Bolesława Chrobrego"
- Andrzej Piszczatowski jako Marek Kolczyński
- Krzysztof Chamiec jako chief
- Leonard Andrzejewski jako mechanik
- Krystyna Borowicz jako pani Marysia, żona mechanika
- Leszek Drogosz jako radiotelegrafista Karol
- Janusz Kłosiński jako bosman Józef Wójcik
- Bożena Kowalczyk jako dziewczyna z marzeń Marka
- Mieczysław Łoza jako marynarz
- Ludomir Olszewski jako elektryk
- Edward Linde-Lubaszenko jako drugi oficer
- Stanisław Wojciech Malec jako marynarz
- Andrzej Mrozek jako marynarz
- Andrzej Bielski
- Cezary Kussyk